# Zoltán Szilágyi (zwemmer)
Zoltán Szilágyi (Boedapest, 21 juni 1967) is een voormalig Hongaars vrije slag zwemmer. Hij nam drie keer deel aan de Olympische Zomerspelen, voor de eerste keer in 1988. Hij miste de Olympische Zomerspelen van 1996 en beëindigde zijn carrière na de Olympische Spelen in Sydney in 2000.